# Nguyễn Phúc Hồng Tiệp
Nguyễn Phúc Hồng Tiệp (hoặc Tiếp) (chữ Hán: 阮福洪倢; 14 tháng 3 năm 1840 – 15 tháng 8 năm 1863), tước phong Mỹ Lộc Quận công (美祿郡公), là một hoàng tử con vua Thiệu Trị nhà Nguyễn trong lịch sử Việt Nam.

## Tiểu sử
Hoàng tử Hồng Tiệp sinh ngày 11 tháng 2 (âm lịch) năm Canh Tí (1840), là con trai thứ 18 của vua Thiệu Trị, mẹ là Tài nhân Trần Thị Sâm. Khi còn là hoàng tử, ông là người có học hạnh.
Tháng 2 (âm lịch) năm Tự Đức thứ 12 (1859), vua phong cho hoàng đệ Hồng Tiệp làm Mỹ Lộc Quận công (美祿郡公), cùng với hoàng thân là Miên Ký làm Cẩm Xuyên Quận công (錦川郡公).
Ngày 2 tháng 7 (âm lịch) năm Quý Hợi (1863), quận công Hồng Tiệp bệnh mà mất, hưởng dương 24 tuổi, được ban thụy là Đôn Thận (敦慎). Mộ của ông được táng ở Dương Xuân (Hương Thủy, Thừa Thiên).
Quận công Hồng Tiệp được ban cho bộ chữ Đẩu (斗) để đặt tên cho các con cháu trong phòng. Ông chỉ có duy nhất một người con gái nhưng không có con trai nối dõi.
Năm 1885, dưới triều vua Đồng Khánh, ông được hợp thờ ở đền Thân Huân.